# 피터 대제 (미니시리즈)
《피터 대제》(Peter the Great)는 마빈 J. 촘스키와 로렌스 쉴러가 연출하고 NBC에서 1986년 2월 2일부터 2월 5일까지 방영된 미국의 역사 드라마이자 텔레비전 미니시리즈이다. 이 드라마는 로버트 K. 매시의 1980년 작 논픽션 《피터 대제: 그의 삶과 세계》를 각색한 것이다. 막시밀리안 셸, 바네사 레드그레이브, 오마 샤리프, 트레버 하워드, 로렌스 올리비에, 헬무트 그림, 얀 니클라스, 엘케 조머, 르네 수텐데이크, 우르술라 안드레스, 한나 쉬굴라, 멜 페러 등의 배우가 출연했다.
이 미니시리즈는 비평가들로부터 작품성의 측면에서 긍정적인 평가를 받았고, 최우수 미니시리즈상을 포함해 3개의 프라임타임 에미상을 수상했다. 또한 최우수 미니시리즈 및 TV 영화상을 포함하여 골든 글로브 상 3개 부문에 후보로 지명되었다. 대한민국에서는 MBC를 통해서 1988년 8월 6일부터 8월 9일까지 방영되었다.

## 등장인물
- 막시밀리안 셸 - 피터 대제
- 얀 니클라스 - 성년 피터 대제
- 바네사 레드그레이브 - 레브나 소피아
- 오마 샤리프 - 페오도르 로모다노프스키 왕자
- 로렌스 올리비에 - 영국, 스코틀랜드, 아일랜드의 왕인 윌리엄 3세
- 트레버 하워드 - 아이작 뉴턴
- 우르술라 안드레스 - 아탈리
- 올레가 페도로 - 보야르 로푸킨
- 나탈리아 안드레이첸코 - 차리차 로푸키나
- 헬무트 그림 - 알렉산더 멘시코프 선장
- 한나 쉬굴라 - 카테리네 스카브론스카야
- 크리스토프 아이히혼 - 스웨덴의 찰스 12세 국왕
- 릴리 팔머 - 차리나 나탈리아
- 멜 페러 - 프리드리히 1세
- 엘케 소머 - 프로이센의 왕비 샬롯
- 보리스 플로트니코프 - 차레비치 알렉시스
- 제레미 켐프 - 패트릭 고든 장군
- 조프리 화이트헤드 - 바실리 골리친 왕자
- 그레이엄 맥그래스 - 청년 피터 대제
- 귄터 마리아 할머 - 톨스토이

## 한국판 성우진 (MBC)
- 양지운 - 피터 대제(막시밀리안 셸)
- 이선영 - 레브나 소피아(바네사 레드그레이브)
- 이종오 - 페오도르 로모다노프스키 왕자(오마 샤리프)
- 김기현 - 윌리엄 3세(로렌스 올리비에)
- 한영숙 - 차리나 나탈리아(릴리 팔머)
- 김태훈 - 아이작 뉴턴(트레버 하워드)
- 정승현 - 멘시코프(헬무트 그림)
- 박소현 - 스카브론스카야(한나 쉬굴라)
- 정희선 - 아탈리(우르술라 안드레스)
- 한규희 - 프리드리히 1세(멜 페러)
- 박일 - 차레비치 알렉시스(보리스 플로트니코프)
- 김진숙